# Jon Symmons
Jon Symmons – australijski judoka.
Złoty medalista mistrzostw Oceanii w 1988 i brązowy w 1983. Wicemistrz Australii w 1983 roku.